# Amalteja
Amalteja je bila v grški mitologiji koza, ki je dojila Zevsa na Kreti. Tam ga je skrila njegova mati Rea, da ga ne bi požrl oče Kronos.
Zevs je nato dal njenemu odlomljenemu rogu moč, da izpolni vse želje. Od takrat naprej je Amaltejin rog sopomenka za izobilje.